# (4032) Chaplygin
(4032) Chaplygin es un asteroide perteneciente al cinturón de asteroides, descubierto el 22 de octubre de 1985 por la astrónoma ucraniana Liudmila Zhuravliova desde el Observatorio Astrofísico de Crimea (República de Crimea).

## Designación y nombre
Designado provisionalmente como 1985 UT4. Fue nombrado Chaplygin en honor al físico ruso soviético Sergei Aleksejeviĉ Ĉapligin.